# Yongyudo
Yongyudo är en del av en ö i Sydkorea.   Den ligger i provinsen Incheon, i den nordvästra delen av landet, 50 km väster om huvudstaden Seoul.